# Nekrolog November 2003
Nekrolog
◄◄
| ◄
| 1999
| 2000
| 2001
| 2002
| 2003 | 2004 | 2005 | 2006 | 2007 | ► | ►►
Januar |
Februar |
März |
April |
Mai |
Juni |
Juli |
August |
September |
Oktober |
November |
Dezember 2003
Weitere Ereignisse | Allgemeiner Nekrolog 2003
Die Beschreibung der verstorbenen Person sollte so kurz wie möglich gehalten sein und nur deren signifikante Tätigkeit(en) enthalten.
Neue Namen ggf. auch unter dem Geburts- und Sterbedatum, also etwa unter 1. Januar und im Geburts- und Sterbejahr (2024) eintragen (nur bei entsprechender großer Wichtigkeit). Für Beispiele siehe die schon vorhandenen Artikel.
Außerdem über die fünf zuletzt Verstorbenen, zu denen es einen ausreichend guten Artikel für eine Präsentation auf der Hauptseite gibt, nach der todesbedingten Überarbeitung der Artikel ggf. auch unter Wikipedia Diskussion:Hauptseite informieren und sie am besten auch in den anderen Wikipedia-Sprachversionen eintragen. Tipp: Regelmäßig bei news.google.de nach „ist tot“, „gestorben“ oder „verstorben“ suchen.
Wenn eine Person gestorben ist, gibt es viele Seiten zu dieser Person in der Wikipedia, die davon auch betroffen sind und entsprechend aktualisiert werden müssen. Beispiele: Namenübersichtsseite, Geburtsjahr, Geburtsort-Seiten und viele mehr.
Wie finde ich die betroffenen Seiten?
Im Suchfeld auf der linken Seite gibt man den Suchbegriff so ein: „Vorname Nachname“. Dann klickt man auf Volltext und alle Seiten mit entsprechendem Suchtext werden aufgerufen. Hier sieht man dann schnell, wo auch das Todesjahr Sinn macht oder sogar ein Teil des Artikels angepasst werden muss. Auch hilft das „Werkzeug“ auf der linken Seite sehr gut, um solche Seiten aufzufinden: „Links auf diese Seite“. Somit ist die Wikipedia wieder aktuell in allen Bereichen! Hinweis: bei Eintragung der Kategorie „Gestorben JAHR“ wird der Missbrauchsfilter 49 ausgelöst, was jedoch nicht schlimm ist. Siehe: Spezial:Missbrauchsfilter/49
Dies ist eine Liste von im November 2003 verstorbenen bekannten Persönlichkeiten. Die Einträge erfolgen innerhalb der einzelnen Daten alphabetisch sortiert. Tiere sind im Nekrolog für Tiere zu finden.

## November
| Tag          | Name                                     | Beruf, bekannt als                                                                                              | Alter | Beleg |
| ------------ | ---------------------------------------- | --- | ----- | ----- |
| 1. November  | Xela Arias                               | spanische Autorin und Übersetzerin                                                                              | 41    |       |
| 1. November  | Franz Baier                              | deutscher Kommunalpolitiker                                                                                     | 84    |       |
| 1. November  | Walter Böhm                              | deutscher Kabarettist                                                                                           | 96    |       |
| 1. November  | Klaus Geyer                              | deutscher evangelischer Pfarrer                                                                                 | 63    |       |
| 1. November  | W. Brian Harland                         | britischer Geologe und Polarforscher                                                                            | 86    |       |
| 1. November  | Helmut Heiber                            | deutscher Historiker und langjähriger Mitarbeiter des Instituts für Zeitgeschichte in München                   | 79    |       |
| 1. November  | George Kawaguchi                         | japanischer Jazzmusiker                                                                                         | 76    |       |
| 1. November  | Kent Kennan                              | US-amerikanischer Komponist und Musikpädagoge                                                                   | 90    |       |
| 1. November  | Heinz Nickel                             | deutscher Künstler                                                                                              | 83    |       |
| 1. November  | Heinz Raack                              | deutscher Tischtennisspieler                                                                                    | 86    |       |
| 1. November  | Daishirō Yoshimura                       | japanischer Fußballspieler                                                                                      | 56    |       |
| 1. November  | Heinz Zahrnt                             | deutscher evangelischer Theologe, Schriftsteller und Publizist                                                  | 88    |       |
| 2. November  | Christabel Bielenberg                    | englisch-deutsche Schriftstellerin                                                                              | 94    |       |
| 2. November  | Peter Deilmann                           | deutscher Reeder                                                                                                | 68    |       |
| 2. November  | Hans Peter Kohns                         | deutscher Althistoriker                                                                                         | 72    |       |
| 2. November  | Jochen von Lang                          | deutscher Journalist und Autor                                                                                  |       |       |
| 2. November  | Frank McCloskey                          | US-amerikanischer Politiker (Demokratische Partei)                                                              | 64    |       |
| 2. November  | Charles Megnin                           | britischer Geher                                                                                                | 88    |       |
| 2. November  | Jimmy Quillen                            | US-amerikanischer Politiker                                                                                     | 87    |       |
| 2. November  | Jean-Robert Smeets                       | niederländischer Romanist und Mediävist                                                                         | 87    |       |
| 2. November  | Frederic Vester                          | deutscher Biochemiker, Umweltexperte und populärwissenschaftlicher Autor                                        | 77    |       |
| 2. November  | Marianne Wintersteiner                   | deutsche Schriftstellerin                                                                                       | 83    |       |
| 2. November  | Cliff Young                              | australischer Leichtathlet                                                                                      | 81    |       |
| 3. November  | Derk Bodde                               | US-amerikanischer Sinologe und China-Historiker                                                                 | 94    |       |
| 3. November  | Juri Pawlowitsch Falin                   | russischer Fußballspieler                                                                                       | 66    |       |
| 3. November  | Rassul Gamsatowitsch Gamsatow            | awarischer Dichter und Schriftsteller                                                                           | 80    |       |
| 3. November  | Hans Otto Hahn                           | deutscher evangelischer Theologe                                                                                | 67    |       |
| 3. November  | Frederick Albert Urquhart                | kanadischer Zoologe und Lepidopterologe                                                                         | 91    |       |
| 3. November  | Walter Wolman                            | deutscher Nachrichtentechniker                                                                                  | 102   |       |
| 3. November  | Axel Zerdick                             | deutscher Ökonom und Publizistikwissenschaftler                                                                 | 61    |       |
| 4. November  | Kushok Bakula                            | religiöse Anführer der Pethup Gonpa in Spituk, Ladakh, Indien                                                   | 86    |       |
| 4. November  | Lotte Berk                               | deutsch-britische Tänzerin und Trainingstheoretikerin                                                           | 90    |       |
| 4. November  | Jean-François Bovard                     | Schweizer Musiker (Posaunist, Komponist)                                                                        | 55    |       |
| 4. November  | Barbara Lechner                          | deutsche Grafikerin und Illustratorin                                                                           | 61    |       |
| 4. November  | Karl Jasmund                             | deutscher Mineraloge                                                                                            | 90    |       |
| 4. November  | Walter Niesner                           | österreichischer Radiosprecher                                                                                  | 84    |       |
| 4. November  | Pitirim                                  | russischer Geistlicher, Bischof und Metropolit                                                                  | 77    |       |
| 4. November  | Rachel de Queiroz                        | brasilianische Schriftstellerin                                                                                 | 92    |       |
| 4. November  | Robert L. Rudd                           | US-amerikanischer Zoologe                                                                                       | 82    |       |
| 4. November  | Richard Wollheim                         | englischer Philosoph                                                                                            | 80    |       |
| 5. November  | Dorothy Fay                              | US-amerikanische Schauspielerin                                                                                 | 88    |       |
| 5. November  | Bobby Hatfield                           | US-amerikanischer Sänger des Soul-Duos „The Righteous Brothers“                                                 | 63    |       |
| 5. November  | Hans Heinrich                            | deutscher Film- und Fernsehregisseur sowie Filmeditor                                                           | 92    |       |
| 5. November  | Władysław Kruczek                        | polnischer Gewerkschafter und Politiker, Mitglied des Sejm                                                      | 93    |       |
| 5. November  | Franz Kurz                               | österreichischer Politiker (SPÖ), Landtagsabgeordneter                                                          | 82    |       |
| 5. November  | Branko Supek                             | jugoslawischer bzw. kroatischer Schauspieler                                                                    | 57    |       |
| 5. November  | Gaston de Wolff                          | niederländischer Automobilmanager                                                                               | 99    |       |
| 6. November  | Michalis Delavinias                      | griechischer Fußballspieler                                                                                     |       |       |
| 6. November  | Philip Effiong                           | nigerianischer Offizier und Politiker                                                                           |       |       |
| 6. November  | Gerhard Fauth                            | deutscher Journalist                                                                                            | 88    |       |
| 6. November  | Helmut Hucke                             | deutscher Musikwissenschaftler und Oboist                                                                       | 76    |       |
| 6. November  | Hallvard Johnsen                         | norwegischer Komponist                                                                                          | 87    |       |
| 6. November  | Pit Krüger                               | deutscher Komiker, Sänger und Schauspieler                                                                      | 69    |       |
| 6. November  | Mike Lockwood                            | US-amerikanischer Wrestler                                                                                      | 32    |       |
| 6. November  | Hendrika Mastenbroek                     | niederländische Schwimmerin                                                                                     | 84    |       |
| 6. November  | Rudolf Schönbeck                         | deutscher Fußballspieler                                                                                        | 84    |       |
| 6. November  | Subhadradis Diskul                       | thailändischer Kunsthistoriker und Archäologe                                                                   | 79    |       |
| 7. November  | Hans Walter Berg                         | deutscher Auslandskorrespondent der ARD in Asien                                                                | 87    |       |
| 7. November  | Hans Günter Eisenecker                   | rechtsextremer deutscher Rechtsanwalt und Politiker (NPD)                                                       | 53    |       |
| 7. November  | Donald R. Griffin                        | US-amerikanischer Zoologe                                                                                       | 88    |       |
| 7. November  | Heinz-Otto Sieburg                       | deutscher Neuhistoriker und Autor                                                                               | 85    |       |
| 7. November  | Pierre Sprecher                          | französischer Zehnkämpfer und Speerwerfer                                                                       | 81    |       |
| 8. November  | Ila Egger-Lienz                          | österreichische Schriftstellerin                                                                                | 91    |       |
| 8. November  | Eric Mercer                              | britischer Theologe; Bischof von Exeter                                                                         | 85    |       |
| 8. November  | Adolfo Rodríguez Vidal                   | spanischer Geistlicher, katholischer Bischof                                                                    | 83    |       |
| 8. November  | Harry von Rosen-von Hoewel               | deutscher Jurist, Ministerialbeamter und Bundesrichter                                                          | 98    |       |
| 8. November  | Manfred Sönnecken                        | deutscher Geograf und Heimatforscher                                                                            | 75    |       |
| 8. November  | Emilie Stahl                             | deutsche Hochschullehrerin                                                                                      | 82    |       |
| 9. November  | Buddy Arnold                             | US-amerikanischer Jazzmusiker (Tenorsaxophon, Basssaxophon, Klarinette, Bassklarinette)                         | 77    |       |
| 9. November  | Stephen A. Benton                        | US-amerikanischer Physiker                                                                                      | 61    |       |
| 9. November  | Fred J. Brown                            | US-amerikanischer Tontechniker                                                                                  | 68    |       |
| 9. November  | Tarcisi Cadalbert                        | Schweizer Künstler                                                                                              | 59    |       |
| 9. November  | Art Carney                               | US-amerikanischer Filmkomiker und Schauspieler                                                                  | 85    |       |
| 9. November  | Bruce Alexander Cook                     | US-amerikanischer Journalist und Schriftsteller                                                                 | 71    |       |
| 9. November  | Fritz Herrmann                           | österreichischer Journalist, Publizist, Sozialdemokrat mit anarchistischer Neigung, Hörspiel- und Bühnendich... | 80    |       |
| 9. November  | Mario Merz                               | italienischer Künstler                                                                                          | 78    |       |
| 9. November  | José Peris Aragó                         | spanischer Plakatkünstler und Maler                                                                             | 96    |       |
| 9. November  | Walter Wimmer                            | österreichischer Politiker (SPÖ), Abgeordneter zum Nationalrat                                                  | 84    |       |
| 10. November | Margarete Arnhold                        | deutsche Politikerin (LDPD), MdL Thüringen, MdV                                                                 | 91    |       |
| 10. November | Canaan Banana                            | erster Präsident von Simbabwe                                                                                   | 67    |       |
| 10. November | Donat Chiasson                           | kanadischer Geistlicher, römisch-katholischer Erzbischof von Moncton                                            | 73    |       |
| 10. November | André Charles Collini                    | französischer Geistlicher, Erzbischof von Toulouse                                                              | 81    |       |
| 10. November | Manfred Henrich                          | deutscher Kommunalpolitiker (SPD), Oberbürgermeister von Saarlouis                                              | 78    |       |
| 10. November | Hans Hermes                              | deutscher Mathematiker                                                                                          | 91    |       |
| 10. November | Czesław Marchewczyk                      | polnischer Eishockey- und Handballspieler                                                                       | 91    |       |
| 10. November | Hugo Money-Coutts, 8. Baron Latymer      | britischer Peer und Politiker (parteilos)                                                                       | 77    |       |
| 10. November | Vasilije Šijaković                       | jugoslawischer Fußballspieler                                                                                   | 74    |       |
| 10. November | Cyla Wiesenthal                          | Ehefrau von Simon Wiesenthal                                                                                    | 95    |       |
| 11. November | Heinz von Allmen                         | Schweizer Skirennläufer                                                                                         | 90    |       |
| 11. November | Edvard Beyer                             | norwegischer Literaturhistoriker und Professor                                                                  | 83    |       |
| 11. November | Jean-Pierre Bionda                       | Schweizer Jazzmusiker                                                                                           | 75    |       |
| 11. November | Andrei Andrejewitsch Bolibruch           | russischer Mathematiker                                                                                         | 53    |       |
| 11. November | Robert Brown                             | britischer Schauspieler                                                                                         | 82    |       |
| 11. November | Konrad Händel                            | deutscher Jurist und Autor                                                                                      | 94    |       |
| 11. November | Paul Janssen                             | belgischer Pharmaunternehmer                                                                                    | 77    |       |
| 11. November | Hans Lacher                              | Schweizer Diplomat und Jurist                                                                                   | 91    |       |
| 11. November | John E. Lyle                             | US-amerikanischer Politiker                                                                                     | 93    |       |
| 11. November | Miquel Martí i Pol                       | katalanischer Lyriker                                                                                           | 74    |       |
| 11. November | Dan Netzell                              | schwedischer Skispringer                                                                                        | 80    |       |
| 11. November | Claes Henrik Nordenskiöld                | schwedischer Generalleutnant                                                                                    | 86    |       |
| 11. November | Brigitte Sauzay                          | französische Dolmetscherin                                                                                      | 55    |       |
| 11. November | Sam Trümpy                               | Schweizer Jazzmusiker                                                                                           | 62    |       |
| 11. November | Karl David Uitti                         | US-amerikanischer Romanist und Mediävist                                                                        | 69    |       |
| 11. November | Harold Walker, Baron Walker of Doncaster | britischer Politiker (Labour Party), Mitglied des House of Commons, Life Peer                                   | 76    |       |
| 11. November | George Wallace, Baron Wallace of Coslany | britischer Politiker (Labour Party), Mitglied des House of Commons                                              | 97    |       |
| 12. November | Jonathan Brandis                         | US-amerikanischer Schauspieler                                                                                  | 27    |       |
| 12. November | Cameron Duncan                           | neuseeländischer Skriptautor und Filmregisseur                                                                  | 17    |       |
| 12. November | Allan Jacob Erslev                       | dänischer Arzt und Physiologe                                                                                   | 84    |       |
| 12. November | İsmet Zeki Eyüboğlu                      | türkischer Forscher, Übersetzer und Autor zahlreicher Bücher                                                    |       |       |
| 12. November | Walter Heid                              | deutscher Politiker (CDU), MdL                                                                                  | 78    |       |
| 12. November | Artur Hennings                           | deutscher Schachspieler                                                                                         | 63    |       |
| 12. November | Stefano Rolla                            | italienischer Filmemacher                                                                                       | 66    |       |
| 12. November | Penny Singleton                          | US-amerikanische Sängerin und Filmschauspielerin                                                                | 95    |       |
| 12. November | Tony Thompson                            | US-amerikanischer Schlagzeuger                                                                                  | 48    |       |
| 13. November | Albert Doppagne                          | belgischer Romanist und Volkskundler                                                                            | 91    |       |
| 13. November | Herbert Freeden                          | deutsch-israelischer Schriftsteller                                                                             | 94    |       |
| 13. November | Friedrich Gondolatsch                    | deutscher Astronom                                                                                              | 99    |       |
| 13. November | Ray Harris                               | US-amerikanischer Rockabilly-Sänger                                                                             | 76    |       |
| 13. November | Georg Hemmerlein                         | deutscher Politiker (CSU), MdL                                                                                  | 89    |       |
| 13. November | Hans H. König                            | deutscher Drehbuchautor, Produzent und Filmregisseur                                                            | 91    |       |
| 13. November | Nobuo Okishio                            | japanischer Wirtschaftswissenschafter                                                                           | 76    |       |
| 13. November | Kellie Waymire                           | US-amerikanische Schauspielerin                                                                                 | 36    |       |
| 14. November | John Boyle, 14. Earl of Cork             | britischer Peer und Politiker                                                                                   | 87    |       |
| 14. November | Morton Hamermesh                         | US-amerikanischer Physiker                                                                                      | 87    |       |
| 14. November | Erika Hanfstaengl                        | deutsche Kunsthistorikerin                                                                                      | 91    |       |
| 14. November | Roman Juswa                              | ukrainischer Dichter und Journalist                                                                             | 69    |       |
| 14. November | Franciscus Bernardus Jacobus Kuiper      | niederländischer Indologe                                                                                       | 96    |       |
| 14. November | Izidor István Marosi                     | ungarischer Geistlicher, katholischer Bischof von Vác                                                           | 87    |       |
| 14. November | Rubén Darío Palacios                     | kolumbianischer Boxer im Federgewicht                                                                           | 40    |       |
| 14. November | Gene Anthony Ray                         | US-amerikanischer Schauspieler, Tänzer und Choreograf                                                           | 41    |       |
| 14. November | Carl Helmut Steckner                     | deutscher Maler, Fotograf, Journalist und Regionalforscher                                                      | 87    |       |
| 14. November | Səypidin Əzizi                           | erster Vorsitzender des Uigurischen Autonomen Gebiets Xinjiang der Volksrepublik China                          | 88    |       |
| 15. November | Mary Elizabeth Caldwell                  | US-amerikanische Komponistin und Organistin                                                                     | 94    |       |
| 15. November | Mohamed Choukri                          | marokkanischer Schriftsteller                                                                                   | 68    |       |
| 15. November | David Holt                               | US-amerikanischer Schauspieler, Autor, Komponist und Herausgeber                                                | 76    |       |
| 15. November | Ray Lewis                                | kanadischer Sprinter                                                                                            | 93    |       |
| 15. November | Tung-Yen Lin                             | chinesisch-US-amerikanischer Bauingenieur                                                                       | 91    |       |
| 15. November | Laurence Tisch                           | US-amerikanischer Unternehmer                                                                                   | 80    |       |
| 15. November | James D. Weaver                          | US-amerikanischer Politiker                                                                                     | 83    |       |
| 15. November | Speedy West                              | US-amerikanischer Gitarrist und Country-Musiker                                                                 | 79    |       |
| 15. November | Herbert Wiegandt                         | deutscher Philologe und Bibliothekar                                                                            | 89    |       |
| 16. November | Elfriede Blauensteiner                   | österreichische Serienmörderin                                                                                  | 72    |       |
| 16. November | Fernanda Bullano                         | italienische Sprinterin                                                                                         | 89    |       |
| 16. November | Augustine Eugene Hornyak                 | serbischer Geistlicher, Apostolischer Exarch von Großbritannien                                                 | 84    |       |
| 16. November | Michael Kraus                            | rumänisch-kanadischer Unternehmer und Geistlicher der Neuapostolischen Kirche                                   | 95    |       |
| 16. November | Wolff Lindner                            | deutscher Schauspieler, Hörspielsprecher und Schauspiellehrer                                                   | 69    |       |
| 16. November | Martin Metz                              | rumänisch-deutscher Komponist und Kirchenmusiker                                                                | 70    |       |
| 16. November | Albert Nozaki                            | US-amerikanischer Filmarchitekt                                                                                 | 91    |       |
| 16. November | Zbigniew Śliwiński                       | polnischer Pianist und Musikpädagoge                                                                            | 79    |       |
| 16. November | Erich Stockmann                          | deutscher Musikethnologe und Hochschullehrer                                                                    | 77    |       |
| 16. November | Norbert Visser                           | niederländischer Musiker und Musikinstrumentenbauer                                                             | 84    |       |
| 17. November | Arthur Conley                            | US-amerikanischer Soul-Sänger                                                                                   | 57    |       |
| 17. November | Don Gibson                               | US-amerikanischer Country-Sänger und Songschreiber                                                              | 75    |       |
| 17. November | Winfried Grupp                           | deutscher Jurist                                                                                                | 67    |       |
| 17. November | Rodolfo Jáuregui                         | mexikanischer Fußballspieler                                                                                    | 60    |       |
| 17. November | Zofia Rysiówna                           | polnische Schauspielerin                                                                                        | 83    |       |
| 18. November | Rudolf Brandts                           | deutscher Archivar                                                                                              | 90    |       |
| 18. November | Alban Ernst Bunse                        | deutscher römisch-katholischer Geistlicher und Zisterzienser Verfolgter des Nationalsozialismus                 | 84    |       |
| 18. November | Bob Carmichael                           | australischer Tennisspieler                                                                                     | 63    |       |
| 18. November | Mario Dederichs                          | deutscher Journalist                                                                                            | 54    |       |
| 18. November | Heinrich Gärtner                         | deutscher Fußballspieler                                                                                        | 85    |       |
| 18. November | Michael Kamen                            | US-amerikanischer Komponist                                                                                     | 55    |       |
| 18. November | Myrta Ludwig                             | Schweizer Schachspielerin                                                                                       |       |       |
| 18. November | Braulio Sánchez Fuentes                  | mexikanischer Ordensgeistlicher, Prälat von Mixes                                                               | 81    |       |
| 19. November | Gillian Barge                            | britische Schauspielerin                                                                                        | 63    |       |
| 19. November | Christfried Berger                       | deutscher evangelischer Theologe                                                                                | 65    |       |
| 19. November | William B. Macomber                      | US-amerikanischer Diplomat                                                                                      | 82    |       |
| 19. November | Greg Ridley                              | englischer Rockmusiker                                                                                          | 56    |       |
| 19. November | Hans Tabor                               | dänischer Politiker und Diplomat                                                                                | 81    |       |
| 20. November | Robert Addie                             | britischer Schauspieler                                                                                         | 43    |       |
| 20. November | Pedro Adigue junior                      | philippinischer Boxer                                                                                           | 60    |       |
| 20. November | Loris Azzaro                             | französischer Modeschöpfer und Parfümeur                                                                        | 70    |       |
| 20. November | Theo Berger                              | deutscher Gewaltverbrecher                                                                                      | 62    |       |
| 20. November | David Dacko                              | zentralafrikanischer Politiker, Präsident                                                                       | 73    |       |
| 20. November | Elfriede Ettl                            | österreichische Malerin                                                                                         | 89    |       |
| 20. November | Hans Hornbostel                          | deutscher Internist und Hochschullehrer                                                                         | 87    |       |
| 20. November | Eugene Kleiner                           | US-amerikanischer Ingenieur und Risikokapitalgeber                                                              | 80    |       |
| 20. November | Erich Klöckner                           | deutscher Flugpionier und Testpilot                                                                             | 89    |       |
| 20. November | Gerhard Schüßler                         | deutscher Rechtswissenschaftler                                                                                 | 75    |       |
| 20. November | Roger Short                              | britischer Generalkonsul in Istanbul                                                                            | 59    |       |
| 20. November | Jim Siedow                               | US-amerikanischer Schauspieler und Theaterregisseur                                                             | 83    |       |
| 20. November | Ferry Sonneville                         | indonesischer Badmintonspieler und -funktionär                                                                  | 72    |       |
| 20. November | Kerem Yılmazer                           | türkischer Schauspieler                                                                                         | 58    |       |
| 21. November | Eva Bakos                                | österreichische Kulturjournalistin und Schriftstellerin                                                         | 74    |       |
| 21. November | Ernst Bieri                              | Schweizer Politiker, Bankier und Publizist                                                                      | 83    |       |
| 21. November | Lena Kidd                                | britische Jazzmusikerin (Saxophon, Klarinette)                                                                  |       |       |
| 21. November | Pekka Kuvaja                             | finnischer Skilangläufer                                                                                        | 82    |       |
| 21. November | Teddy Randazzo                           | US-amerikanischer Musikproduzent, Komponist, Songwriter und Sänger                                              | 68    |       |
| 21. November | Hernán Salinas                           | argentinischer Tangosänger                                                                                      | 46    |       |
| 21. November | Nathan Scherr                            | US-amerikanischer Bauunternehmer, Fußballfunktionär und Rennpferd-Besitzer                                      | 80    |       |
| 22. November | Mario Beccaria                           | italienischer Politiker, Mitglied der Camera dei deputati                                                       | 83    |       |
| 22. November | Derek Dodson                             | britischer Diplomat                                                                                             | 83    |       |
| 22. November | Dieter Heller                            | deutscher Psychologe                                                                                            |       |       |
| 22. November | Wolfgang Irtenkauf                       | deutscher Bibliothekar                                                                                          | 75    |       |
| 22. November | Katharina Mangold-Wirz                   | Schweizer Biologin                                                                                              | 81    |       |
| 22. November | Peter McLaren Roberts                    | kanadischer Botschafter                                                                                         |       |       |
| 22. November | Werner Röhrich                           | deutscher Politiker (SPD)                                                                                       | 74    |       |
| 23. November | Nick Carter                              | neuseeländischer Radrennfahrer                                                                                  | 79    |       |
| 23. November | Margot Greub-Hirsch                      | Schweizer Politikerin (PdA)                                                                                     | 85    |       |
| 23. November | Murasoli Maran                           | indischer Politiker                                                                                             | 69    |       |
| 23. November | Bill Strutton                            | australischer Drehbuchautor                                                                                     | 85    |       |
| 24. November | Louai al-Atassi                          | syrischer General und Politiker                                                                                 |       |       |
| 24. November | Ceferino Estrada                         | mexikanischer Radrennfahrer                                                                                     | 58    |       |
| 24. November | Gottfried Gruben                         | deutscher Bauforscher                                                                                           | 74    |       |
| 24. November | Stefan Ploc                              | österreichischer Fußballspieler                                                                                 | 89    |       |
| 24. November | Armand Putzeys                           | belgischer Radrennfahrer                                                                                        | 86    |       |
| 24. November | Michael Small                            | US-amerikanischer Komponist                                                                                     | 64    |       |
| 24. November | Warren Spahn                             | US-amerikanischer Baseballspieler                                                                               | 82    |       |
| 25. November | Fernando Ariztía Ruiz                    | chilenischer Geistlicher, römisch-katholischer Bischof von Copiapó                                              | 78    |       |
| 25. November | Frank B. Colton                          | US-amerikanischer Chemiker                                                                                      | 80    |       |
| 25. November | Jacques François                         | französischer Theater- und Film-Schauspieler                                                                    | 83    |       |
| 25. November | Joachim Gießner                          | deutscher Eisenbahner, Esperantist                                                                              | 89    |       |
| 25. November | Margarete Hütter                         | deutsche Diplomatin und Politikerin (FDP), MdB                                                                  | 94    |       |
| 25. November | Christian M. Nebehay                     | österreichischer Antiquar, Kunsthändler, Kunstsammler und Autor                                                 | 94    |       |
| 25. November | Gerhard Riedmann                         | italienischer Schriftsteller und Dramaturg (Südtirol)                                                           | 70    |       |
| 25. November | Anneliese Römer                          | deutsche Schauspielerin                                                                                         | 81    |       |
| 26. November | Jürgen Baumann                           | deutscher Rechtsgelehrter und Politiker (FDP), Hochschullehrer                                                  | 81    |       |
| 26. November | Werner Böckenförde                       | deutscher Theologe, Jurist und Domkapitular                                                                     | 75    |       |
| 26. November | Sadegh Chalchali                         | iranischer Ajatollah und Richter                                                                                | 77    |       |
| 26. November | Albert Fischer                           | gehörloser deutscher Kunstmaler und Restaurator                                                                 | 63    |       |
| 26. November | Heinrich Harms                           | deutscher Augenarzt                                                                                             | 95    |       |
| 26. November | Meyer Kupferman                          | US-amerikanischer Komponist, zunächst auch Jazzmusiker                                                          | 77    |       |
| 26. November | Rhoda Bubendey Métraux                   | US-amerikanische Anthropologin und Schriftstellerin                                                             | 89    |       |
| 26. November | Soulja Slim                              | US-amerikanischer Rapper                                                                                        | 26    |       |
| 26. November | William Waldren                          | US-amerikanischer Bildhauer, Maler und Prähistoriker                                                            | 79    |       |
| 26. November | Stefan Wul                               | französischer Science-Fiction-Autor                                                                             | 81    |       |
| 27. November | Kurt von Fischer                         | Schweizer Musikwissenschaftler und Pianist                                                                      | 90    |       |
| 27. November | Hans Himmelheber                         | deutscher Arzt, Völkerkundler, Ethnograph, Ethnologe                                                            | 95    |       |
| 27. November | John Itsuro Kitsuse                      | US-amerikanischer Kriminalsoziologe                                                                             | 80    |       |
| 27. November | Riccardo Malipiero                       | italienischer Komponist, Pianist und Musikpädagoge                                                              | 89    |       |
| 27. November | Else Nusch                               | deutsche Erzieherin                                                                                             | 97    |       |
| 27. November | Ioannis Pesmazoglou                      | griechischer Ökonom und Politiker, Abgeordneter und Minister                                                    | 85    |       |
| 27. November | Will Quadflieg                           | deutscher Theaterschauspieler                                                                                   | 89    |       |
| 28. November | Burghard Burgemeister                    | deutscher Bibliothekar                                                                                          | 78    |       |
| 28. November | Wilhelm Hartung                          | deutscher Zeichner, Karikaturist, Illustrator und Autor plattdeutscher Erzählungen und Reime                    | 83    |       |
| 28. November | Terry Lester                             | US-amerikanischer Schauspieler                                                                                  | 53    |       |
| 29. November | Rupprecht Bernbeck                       | deutscher Sanitätsoffizier und Orthopäde                                                                        | 87    |       |
| 29. November | Norman Burton                            | US-amerikanischer Schauspieler                                                                                  | 79    |       |
| 29. November | Tony Canadeo                             | US-amerikanischer American-Football-Spieler                                                                     | 84    |       |
| 29. November | Jesse Carver                             | englischer Fußballspieler und -trainer                                                                          | 92    |       |
| 29. November | Arthur Penny                             | britischer Langstreckenläufer                                                                                   | 95    |       |
| 29. November | William Edward Power                     | kanadischer Geistlicher, katholischer Bischof                                                                   | 88    |       |
| 29. November | Robert Y. Thornton                       | US-amerikanischer Jurist, Offizier und Politiker                                                                | 93    |       |
| 30. November | Earl Bellamy                             | US-amerikanischer Film- und Fernsehregisseur, Filmproduzent, Schriftsteller sowie Szenenbildner                 | 86    |       |
| 30. November | Jack Brewer                              | US-amerikanischer Baseballspieler                                                                               | 85    |       |
| 30. November | Barber B. Conable                        | US-amerikanischer Politiker und Präsident der Weltbank                                                          | 81    |       |
| 30. November | Gertrude Ederle                          | US-amerikanische Schwimmerin                                                                                    | 98    |       |
| 30. November | Heinrich Engelhardt                      | deutscher Politiker (CDU), MdL                                                                                  | 81    |       |
| 30. November | Dirk Andries Flentrop                    | niederländischer Orgelbauer                                                                                     | 93    |       |
| 30. November | Adolphe Gesché                           | belgischer römisch-katholischer Priester und Theologe                                                           | 75    |       |
| 30. November | Hans Kuschke                             | deutscher Ruderer                                                                                               | 89    |       |
| 30. November | Aloys Odenthal                           | deutscher Architekt, Widerstandskämpfer in der Zeit des Nationalsozialismus                                     | 91    |       |
| 30. November | Saitō Saizō                              | japanischer Fußballspieler                                                                                      | 95    |       |
| 30. November | Riyad Vinci Wadia                        | indischer Filmemacher und LGBTIQ-Aktivist                                                                       | 36    |       |
| November     | Ruth French Carnovsky                    | US-amerikanische Klassische Philologin und Bibliothekarin                                                       | 97    |       |
| November     | Ernst-Jürgen Koch                        | deutscher Weltumsegler, Buchautor und Maler                                                                     |       |       |
| November     | Miklós Molnár                            | ungarischer Historiker                                                                                          | 85    |       |
| November     | Johann Pösl                              | deutscher Politiker (CSU)                                                                                       | 96    |       |
| November     | Kurt Scheller                            | Schweizer Fußballspieler                                                                                        | 71    |       |
| November     | Gisela Werler                            | deutsche Kriminelle, erste Bankräuberin Deutschlands                                                            | 69    |       |
| November     | Hildegard Wohlgemuth                     | deutsche Malerin                                                                                                |       |       |